# Tylomys panamensis
Tylomys panamensis és una espècie de mamífer rosegador de la família dels cricètids. És endèmic de l'est de Panamà, on viu a altituds de 600 msnm. No se sap gaire cosa sobre el seu hàbitat i la seva història natural. Es desconeix si hi ha cap amenaça significativa per a la supervivència d'aquesta espècie. El seu nom específic, panamensis, significa ‘panameny’ en llatí.